# Rogério Fabiano
Rogério Fabiano, (Rio de Janeiro, 27 de dezembro de 1964) é um ator brasileiro.
Iniciou sua carreira no ano de 1977 ,fazendo comerciais de televisão. De lá pra cá, dirigiu, produziu e atuou em cinco telenovelas, programas de televisão, e 60 espetáculos teatrais de sucesso. Atualmente Rogério Fabiano dirige a Amar Produções Artísticas, responsável por realizar sucessos do teatro, tendo algumas peças premiadas com o prêmio Mambembe. É autor do documentário O Roubo do Banco Central para canal pago Discovery Channel.

## Carreira

### Na televisão
- 2010 - Malhação .... Jaime
- 2009 - Mutantes - Promessas de Amor .... Ezequiel Gottardo
- 2008/2009 - Os Mutantes - Caminhos do Coração .... Emanuel Gottardo (participação especial) / Ezequiel Gottardo
- 2006 - Prova de Amor .... Leandro
- 1997 - Mandacaru .... Jurandir de Jesus
- 1980 - Olhai os Lírios do Campo
- 1995 - Decadência .... Edu
- 1995 - Você Decide (episódio: A Droga)
- 1992 - As Noivas de Copacabana .... Inacinho
- 1988 - Chapadão do Bugre .... Zé Inácinho
- 1985 - Antônio Maria .... Otávio Ferrari
- 1985 - Tudo em Cima .... Pingo

### No teatro
- 2012 - Allan Kardec Um Olhar para a Eternidade
- 2005 - Pijama para Seis
- 2005 - Tem um Psicanalista na Nossa Cama
- 2003 - Ladrão que Rouba Ladrão
- 2002 - A Vida Privada é uma Comédia
- 2001 - Divina Delícia